# Mont-sur-Rolle
Mont-sur-Rolle je obec na jihozápadě Švýcarska v okrese Nyon v kantonu Vaud. Leží poblíž Ženevského jezera. Žije zde přibližně 2 700 obyvatel.

## Geografie
Mont-sur-Rolle leží v nadmořské výšce 473 metrů nad městem Rolle, vzdušnou čarou 12 km severovýchodně od okresního města Nyon. Vinařská obec se rozkládá na jižním svahu masivu Vaud Côte, v panoramatické poloze asi 100 metrů nad hladinou Ženevského jezera.
Území obce o rozloze 3,9 km² pokrývá část oblasti Vaud Côte. Území obce se táhne od břehu Ženevského jezera na sever přes svah Côte až k náhorní plošině na úpatí Jury. Právě zde dosahuje Mont-sur-Rolle svého nejvyššího bodu ve výšce 769 metrů nad mořem. Západní hranici tvoří potok Ruisseau de Famolens. V roce 1997 tvořila 20 % rozlohy obce zastavěná plocha, 14 % lesy a lesní porosty, 65 % zemědělství a o něco méně než 1 % neproduktivní půda.
Mont-sur-Rolle zahrnuje osady L’Abbaye (440 m n. m.) na úpatí svahu pod obcí, Les Nex (473 m n. m.), Germagny (450 m n. m.), Les Truits (474 m n. m.) a Mont Dessus (602 m n. m.), které se nacházejí na svahu Côte, Les Granges (713 m n. m.) na náhorní plošině nad strmým svahem, a také četné vinice a jednotlivé farmy. Sousedními obcemi jsou Rolle, Essertines-sur-Rolle, Pizy, Bougy-Villars a Perroy.

## Historie

Letecký pohled (1954)

Mont-sur-Rolle se poprvé připomíná v roce 996 jako Mont-le-Grand, později se objevuje i latinizovaný název burgum de Montibus. Vesnice byla centrem vaudského panství Mont-le-Grand, které bylo významné zejména v 11. a 12. století a rozkládalo se od Ženevského jezera až k úpatí Jury u Mollens. Od roku 1265 bylo panství pod svrchovaností Savojska. Aby Savojští omezili moc pánů z Mont-le-Grand, založili na břehu jezera městečko Rolle. Hrad se nacházel na kopci poblíž Mont-Dessus. V roce 1379 byl již jen částečně obydlenou zříceninou a v roce 1476 jej definitivně zpustošili konfederáti. Pozdější majitelé panství Mont sídlili na zámku Château de Mont.
Po dobytí Vaudu Bernem v roce 1536 přešlo Mont-sur-Rolle pod správu panství Morges. Po pádu Staré konfederace patřila obec v letech 1798–1803 v období helvétského soustátí ke kantonu Léman, který byl poté po vstupu v platnost mediační ústavy sloučen s kantonem Vaud. V roce 1798 byla přiřazena k okresu Rolle.

## Obyvatelstvo
| Rok            | 1850 | 1900 | 1910 | 1930 | 1950 | 1960 | 1970 | 1980 | 1990 | 2000 |
| Počet obyvatel | 673  | 683  | 732  | 735  | 684  | 685  | 686  | 1035 | 1575 | 1796 |

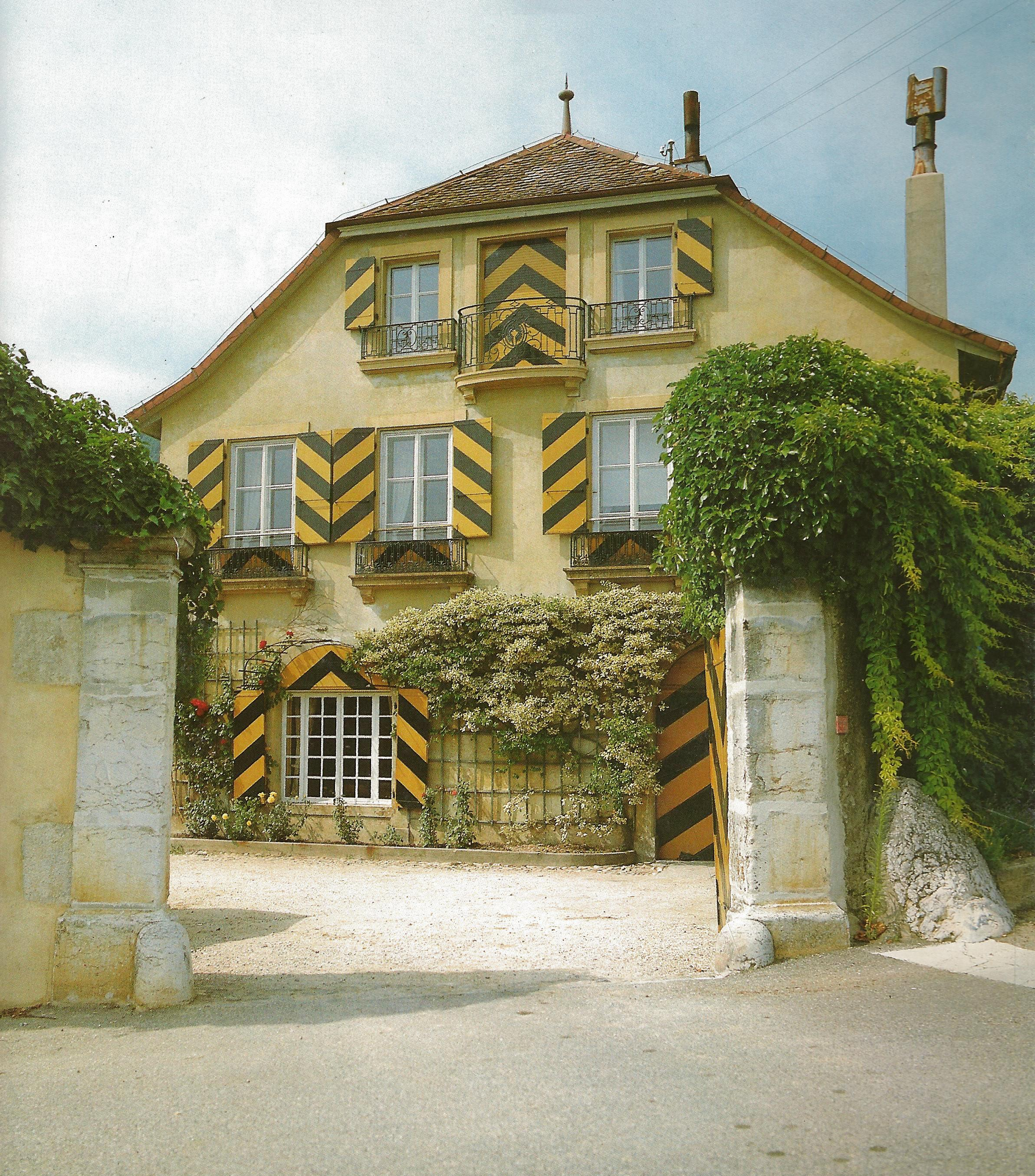
Usedlost Belletruche

Z celkového počtu obyvatel je 83,0 % francouzsky mluvících, 6,2 % německy mluvících a 3,0 % anglicky mluvících (stav v roce 2000). V roce 1900 žilo v Mont-sur-Rolle celkem 683 obyvatel. Po roce 1970 (686 obyvatel) začal počet obyvatel rychle růst a během 30 let se ztrojnásobil. Nové obytné čtvrti vznikaly podél kantonální silnice poblíž břehu jezera východně od Rolle.

## Hospodářství
Až do 20. století byla obec Mont-sur-Rolle převážně zemědělskou obcí. Zemědělství hraje i dnes důležitou roli jako zdroj obživy obyvatel. Vinice se pěstují po celém úbočí Côte pod nadmořskou výškou 550 až 600 metrů. Na náhorní plošině převládá chov dojnic, chov dobytka a orná půda. Další pracovní příležitosti jsou k dispozici v průmyslu a především ve službách. V Mont-sur-Rolle sídlí obchodník s vínem. V posledních desetiletích se obec díky své atraktivní poloze rozvinula v rezidenční obec. Mnoho zaměstnanců pracuje mimo domov a někteří dojíždějí až do měst Lausanne a Ženeva.

## Doprava
Obec má dobré dopravní spojení. Leží přímo nad hlavní silnicí vedoucí z Nyonu po svazích Côte do Aubonne. Dálniční křižovatka Rolle na dálnici A1 (Ženeva–Lausanne) která byla otevřena v roce 1964 a prochází obcí, je vzdálena asi 1 km od obce. Mont-sur-Rolle je napojeno na síť veřejné dopravy prostřednictvím postbusové linky z Rolle do Gimelu.

## Osobnosti
- Fernando Alonso (* 1981), pilot Formule 1, v obci žil od roku 2006[3]

## Partnerská obec
- Prarostino, Itálie, od roku 1976